# 小麗脂鯉
小麗脂鯉（学名：Astyanax minor）為輻鰭魚綱脂鯉目脂鯉亞目脂鯉科的其中一個種，為熱帶淡水魚，分布於南美洲巴西伊瓜蘇河上游流域，體長可達10.8公分，棲息在底中層水域，生活習性不明。
其种加词“minor”意为“较小的”。